# Remexido
Remexido o Remechido (com s'escrivia al segle XIX), nom pel qual es coneixia José Joaquim de Sousa Reis (Lagoa, Estômbar, 19 d'octubre de 1796 - Faro, 2 d'agost de 1838) fou funcionari públic i propietari agrícola i un famós guerriller de l'Algarve, que va combatre a favor de la monarquia absolutista, contra els liberals, durant la Guerra Civil portuguesa. Va ser afusellat per les forces liberals el 1838.

## Biografia

### Primers anys i família
José Joaquim de Sousa Reis va nàixer a Estômbar, al municipi de Lagoa, el 19 d'octubre de 1796, en una família de llauradors acabalats. Alguns anys després quedà orfe i anà a viure a Faro, on va freqüentar el Seminari, amb el suport d'un oncle seu.(4) Deixà, però, els estudis religiosos per haver-se enamorat d'una jove.(4) Aquesta decisió decebé els desigs del seu oncle, i s'ha considerat que a causa de la seua tenacitat per lluitar contra la família i altres impediments al seu casament l'anomenaren Remexido.(4)
Es casà a São Bartolomeu de Messines el 1818, amb Maria Clara Machado de Basto, una propietària rica de São Bartolomeu de Messines. Tingueren almenys un fill, Manuel Joaquim da Graça Reis, que també fou guerriller. El poeta i periodista lisboeta Raul das Neves Reis també pertanyia a la família de Remexido.

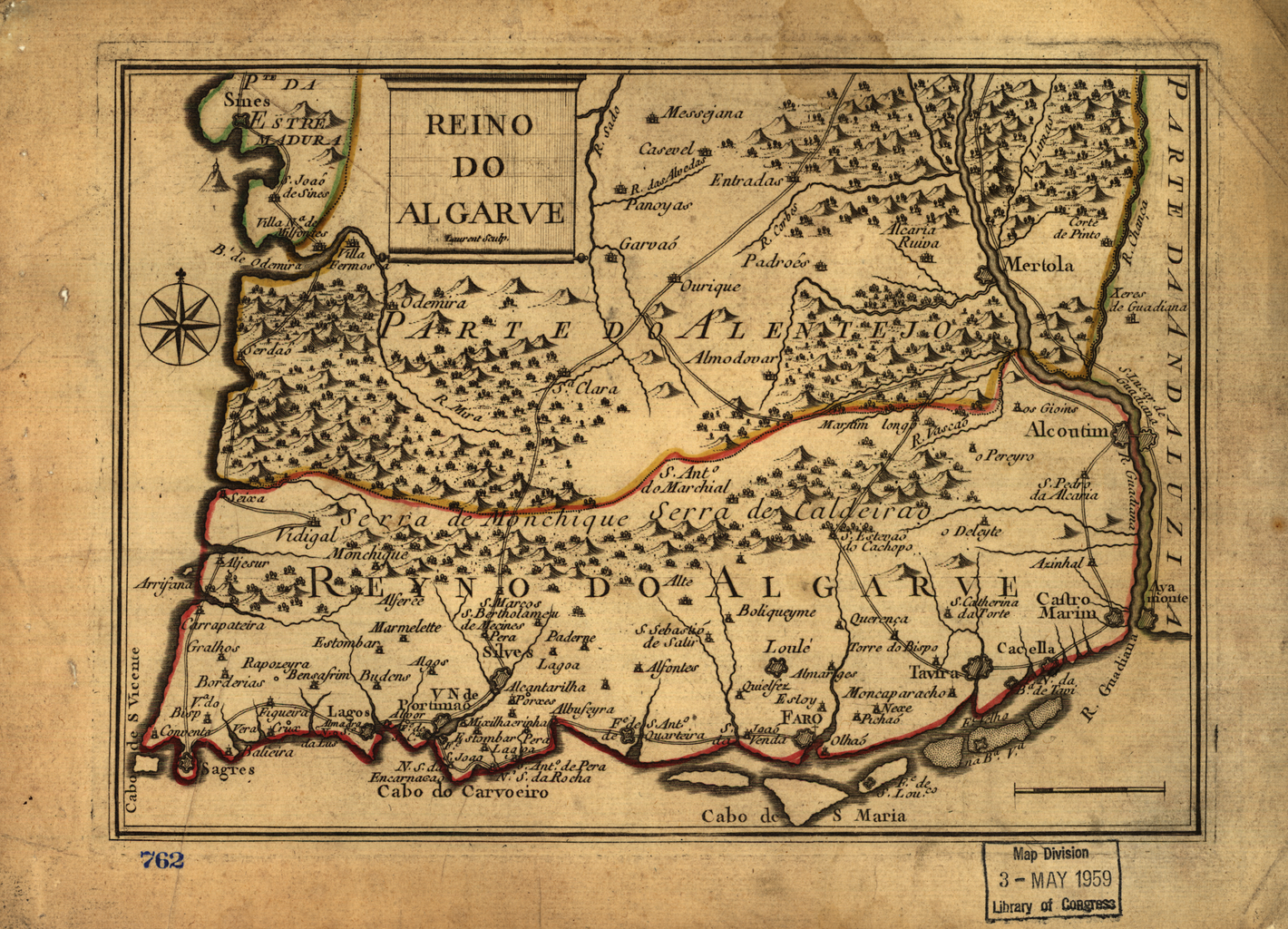
Mapa de l'Algarve, probablement del s. XVIII. El relleu muntanyós, en combinació amb una xarxa viària molt deficient, aïllà la regió de la resta del país

### Carrera civil
Després del casament, residí a Sâo Bartolomeu de Messines, i fou funcionari del municipi i jutge responsable del cobrament dels impostos. Aquest càrrec s'extingí l'1 de gener de 1831, d'acord amb les reformes liberals posteriors a la Revolució Liberal de 1820. La casa on va residir en Sa Bartolomeu de Messines va passar després a tenir el nom de Casa del Remexido.

### Carrera militar

#### Guerra Civil portuguesa
A causa de les seues tendències absolutistes, abandona el país el 1826, però hi torna al 1828 després de saber que les forces de Miquel I havien aconseguit importants victòries contra les tropes liberals, a l'inici de la Guerra Civil portuguesa. Aquest any fou nomenat alferes d'ordenacions de Sâo Bartolomeu de Messines.(5)

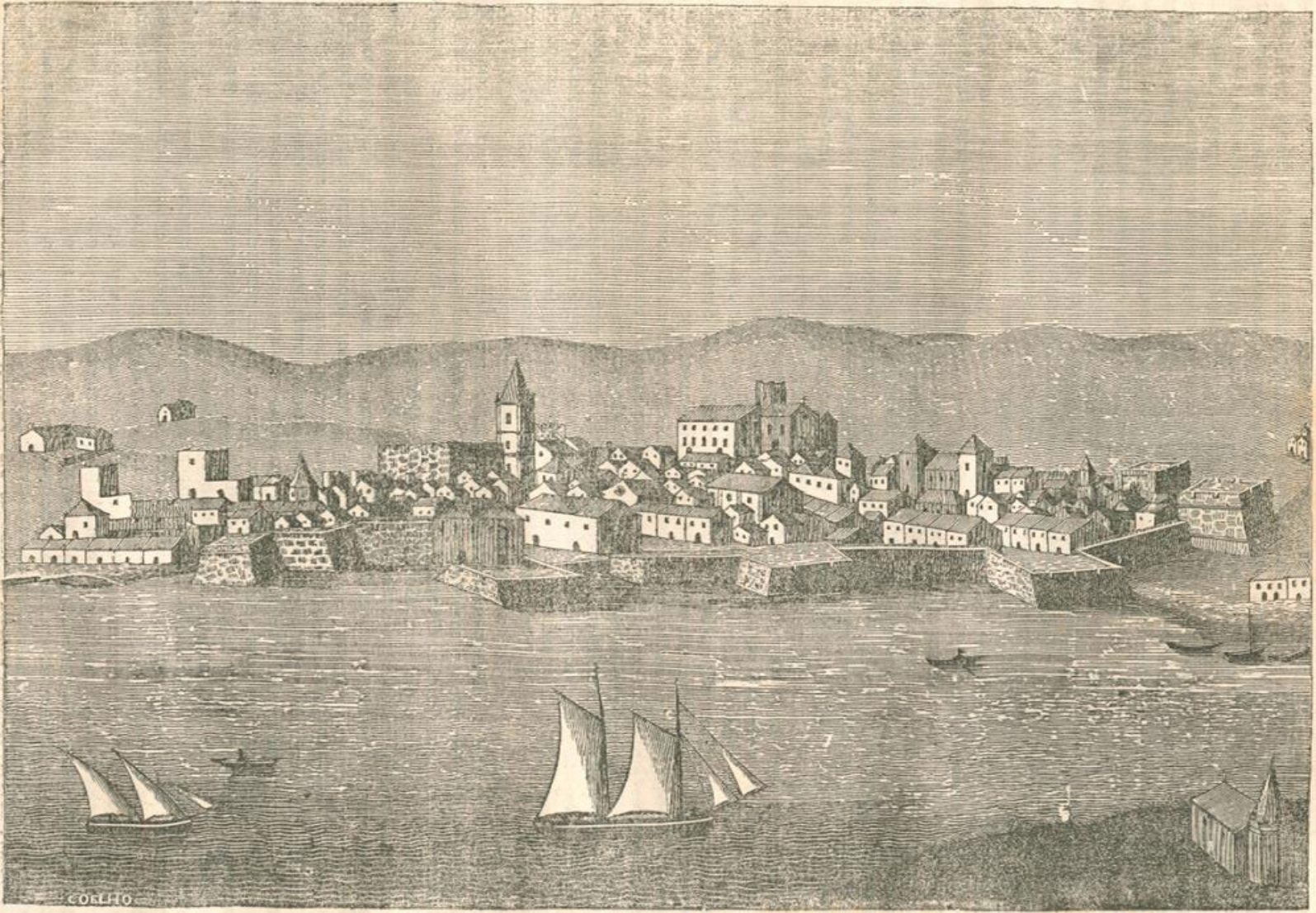
Gravat de Lagos, publicat en O Panorama el 1842

Quan les forces liberals del marqués de Vila Flor desembarquen a l'Algarve, Joaquim de Sousa Reis es refugia a la serra amb altres absolutistes.(4) Demana ajut al general miguelista Silva Tovar, que el menysprea, i per això decideix reunir les seues forces per lluitar contra el govern liberal.(4) Es feu famós en la batalla de Sant’Ana, a la rodalia de São Bartolomeu de Messines, on l'exèrcit lliberal és derrotat.(5) Miquel I el nomena mariscal.
Remexido és un dels principals exemples de guerriller, un soldat irregular que no combat en camp obert sinó que aprofita el coneixement del terreny per fer ràpides emboscades als enemics, i que és recolzat per les poblacions locals. Coneixia profundament l'accidentada geografia de l'interior de l'Algarve, que aprofità durant les campanyes militars.(11) Els guerrillers atacaven sobretot a la zona serrana de l'Algarve, i feien també incursions a l'Alentejo.(4) Remexido participà en els atacs a diverses localitats, com ara Sâo Bartolomeu de Messines, el 19 de juliol del 1833, en què moriren alguns habitants i militars. Després marxà cap a Albufeira, que s'havia mantingut lleial a les forces liberals, en una batalla que fou la més sagnant de l'Algarve durant la Guerra Civil.(12) Els combats començaren el 23 de juliol, i tres dies després els defensors es van rendir a causa de la falta d'aigua i municions.(12) El comandant Sousa, de les forces miguelistes, volgué que alguns dels habitants liberals fossen assassinats, per evitar motins entre la població, proposta que Remexido va rebutjar inicialment, però va acabar permetent que fossen massacrats fora de la vila.(12) La situació es va deteriorar per l'arribada d'un vaixell liberal provinent de Faro, que a causa del foc de les armes miguelistes no arribà a desembarcar-hi.(12) A causa de la suposada traïció, les forces de Remexido es giraren contra els habitants de la vila amb més assassinats i saqueigs.(12) Hi assassinaren 74 persones, i gran part de la població restà en ruïnes, i els guerrillers ordenaren que Albufeira es denominara Vila Negra.(12) Remexido també atacà i assetjà diverses vegades la ciutat de Lagos. La vila de Portimão fou atacada el 1833: hi afusellaren dues importants figures liberals, un metge anomenat Chaves i el pare del vescomte de Bivar, encara que suposadament aquests assassinats es cometeren sense coneixement de Remexido.(14)

#### Després de la Convenció d'Évora-Monte

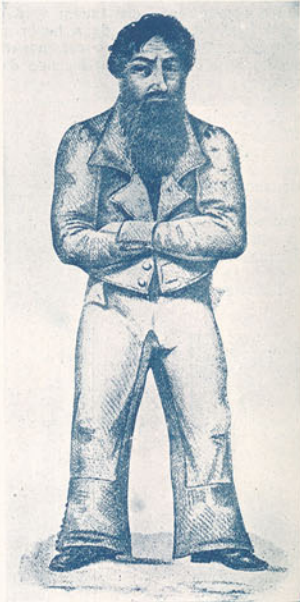
Gravat de Joaquim de Sousa Reis, publicada en la revista Il·lustraçâo núm. 331, de 1839

L'exèrcit miguelista es rendí al govern liberal en la Convenció d'Évora-Monte, el 1834, que va concedir la llibertat a les forces vençudes.(7) No obstant això, els ànims continuaven exaltats a causa de les diferències polítiques i per les atrocitats comeses per ambdós bàndols, i després de la convenció continuaren els episodis violents, generalment dels liberals contra els antics miguelistes.(7) Un dels principals incidents ocorregué a l'Algarve, quan el general miguelista Tomás António da Guarda Cabrera, que havia derrotat les tropes liberals a Sâo Bartolomeu de Messines el 1834, va ser assassinat a la serra de Faro per un grup mascarat.(7) Alhora, Miquel I, ja exiliat a Nàpols, va denunciar l'acord d'Évora-Monte.(5) Així, es van tornar a encendre alguns moviments miguelistes a les zones més extremes del país, i els més importants en foren els de Reginald MacDonell a Trás-os-Montes, i de Remexido, a l'Algarve.(11)
En el cas de Remexido, després de la guerra havia deposat les armes, però ell i la seua família van continuar patint represàlies, i hagueren de refugiar-se a les serres.(7) D'altra banda, segons ell mateix, continuà combatent per lleialtat a Miquel I, del qual havia rebut la promoció a brigadier i una comanda de l'orde Torre e Espada.(14) Va organitzar un grup de guerrilla, inicialment amb el propòsit de pertorbar el govern liberal i obligar-lo a respectar les condicions de l'acord d'Évora-Monte, però les seues forces es consideraren una banda de roders i assassins, i moltes de les seues atrocitats es feren contra les ordres de Remexido.(7) Els guerrillers aterriren la regió durant uns quatre anys, i el govern declarà l'estat de setge a l'Algarve.(4) Una de les seues campanyes fou contra la ciutat de Silves, les muralles de la qual es repararen el 1835. Segons l'investigador M. Ferreira de Almeida, aquell any el diari O Açoriano Oriental arribà a informar sobre el moviment guerriller de Remexido.(15)
El 26 de novembre de 1836, Miquel I el va nomenar simbòlicament governador del Regne de l'Algarve i comandant en cap interí de totes les tropes realistes, regulars i irregulars de l'Exèrcit d'Operacions del Sud.(15)

#### Captura, judici i afusellament
El 28 de juliol de 1838, Remexido i les seues forces foren atacats per un grup de l'exèrcit liberal, compost per membres del Regiment de Cavalleria 5, Batallons de Caçadors 4 i 5 i Infanteria 8, a més de la Guarda Nacional de Sâo Bartolomeu de Messines.(4) Tot i comptar només amb 248 guerrillers, Remexido lluità durant algunes hores, però acabà sent capturat pel capità Cabral del Batalló de Caçadors 5.(4) Segons una altra versió, el capturaren perquè estava malalt al llit, i la captura fou a causa d'una denúncia.(4) Va ser després dut a Faro, on li feren un consell de guerra.(6) Segons Mário Lyster Franco, Remexido respongué així a les acusacions d'haver continuat combatent després de la Convenció d'Évora-Monte: «Vaig obeir sempre. […] I només no vaig obeir quan no em van deixar obeir, fent-me una gran persecució, impedint-me gaudir els béns, privilegis i beneficis que a tots els portuguesos es van concedir.».(15) L'afusellaren el 2 d'agost d'aquest any. Suposadament, la reina Maria li havia concedit el perdó, que tot i haver arribat a temps, l'ocultaren.(7) El mataren a Campo da Trindade, a Faro, on després hi hagué el passeig de l'Albereda, i el cos fou enterrat al cementeri de la Misericòrdia.

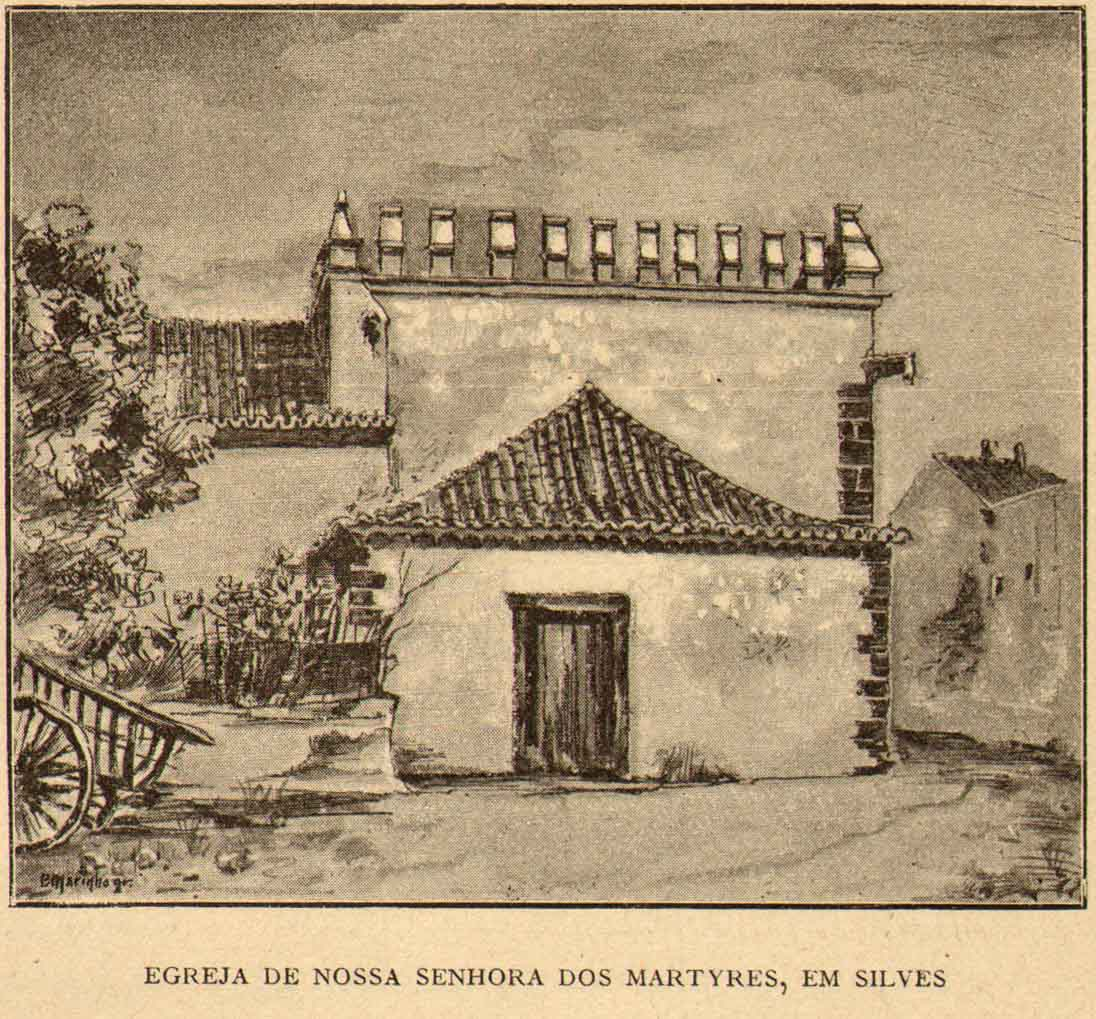
Gravat de l'Ermita de Nossa Senhora dos Mártires, publicat en Història de Portugal, popular i il·lustrada, de 1899

No obstant això, el moviment miguelista de l'Algarve no acabà amb la mort de Remexido, i prosseguí amb el seu fill, Manuel Joaquim da Graça Reis, que llavors tenia divuit o vint anys.(4) Va ser nomenat per Miquel I coronel de cavalleria.(10) El 10 de novembre o 10 de desembre de 1839, Manuel Joaquim fou acrivillat per les tropes del govern.(10) A causa del seu estat, el coronel Fontoura no el dugué a judici, i fou tractat a l'Hospital de Faro, decisió aprovada per una ordre del baró de Ribeira de Sabrosa.(10) No obstant això, va acabar per morir l'endemà, a l'hospital.(10) Així i tot, els guerrillers continuaren assolant la regió serrana de l'Algarve. Un dels principals assalts es feu més de dos anys després de la mort de Remexido, quan els guerrillers atacaren en una festa de l'Ermita de Nossa Senhora dos Mártires, a Silves, provocant sis morts i uns catorze ferits.(16)

## Influència
El llegat cultural i històric de Remexido es divideix en dos vessants: la seua reputació més generalitzada era la d'un criminal i roder, difosa per la literatura de canya i per historiadors menys escrupolosos, mentre que per les poblacions de l'interior de l'Algarve era considerat un heroi. A finals del segle xix, era comú trobar retrats del guerriller a les hostatgeries, i romanien encara moltes llegendes sobre ell als pobles de l'Algarve, sobre els seus suposats fets de valentia. S'idealitzà com la imatge tradicional del guerriller peninsular que lluitava no per diners sinó per un ideal polític o pels interessos dels pobles.(11) En la novel·la Deuses do lar: o maestro Miguel Ângelo, de Joaquim Leitão, el protagonista relata que els viatgers de carruatge entre Lisboa i Porto contaven històries, com les aventures de Remexido i de Zé do Telhado. No obstant això, encara que Remexido haja quedat en la tradició popular per la seua valentia, el seu nom també va lligat a diverses atrocitats.(4) El periodista Luís Mascarenhas considera que no era una persona de mal caràcter, però que es va veure forçat a practicar atrocitats a causa de la crueltat de la guerra i a la persecució que li van fer, argument que el mateix Remexido utilitzà per defensar-se, poc abans de la seua mort.
El 1909, l'historiador Ataídes de Oliveira publicà Monografia de Sâo Bartolomeu de Messines, que inclou una biografia de Remexido. El 1918, l'escriptor Eduardo de Noronha, inicià la publicació del fulletó O Remexido en el <i>Diário de Notícias</i>, inspirat en la vida de José Joaquim de Sousa Reis entre 1819 i 1832. Remexido també fou un dels personatges del conte Amor, engano que na campa finda, d'Esther Côrte-Real.

En la seua novel·la històrica Maria da Fonte, Rocha Martins dramatitza la presó i l'afusellament de José Joaquim de Sousa Reis:
| « | Des de l'afusellament de Joaquim dos Reis! Oh! pareix que el veig... Anava al suplici com un vertader heroi! Llançà el seu darrer «visca» i de seguida es deixà ferir per les bales inclements! Vaig voler salvar-lo, arrencar-lo de la presó, mes fou impossible... El consell de guerra manava vigilar-lo molt bé... Mentrestant, si es presentàs l'ocasió, malgrat ja no creure en la restauració de l'absolutisme, encara podria venjar la seua memòria... Sóc vella, però encara tinc coratge, soc dona, però les dones moltes voltes fan revolucions. | » |

En la novel·la Barranco de cegos de 1961, en el capítol "Històries miguelistes", Alves Redol introdueix un personatge fill d'un seguidor miguelista que narra fetes del pare que va acabar amb Remexido:"

"I no mataren a tots els que calia, deia mon pare; i em contà que ací, a l'Alentejo, en mataren més de trenta, amb destral, al castell d'Estremoz, i altres tants a Vila Viçosa, uns presos que anaven de Lisboa al fort d'Elvas; era gent que no es mereixia la presó, perquè Mafarrico estava de la seua part i la guerra es decantava a favor seu; i mon pare hagué de fugir; entrà a l'Alentejo i a l'Algarve s'ajuntà a la colla de Remexido... Quin gran home! Valia tots els generals junts!"
"Mon pare anà amb ell. Era baix i fort, amb barba llarga... Anaven no sé quants mil soldats rere seu; coneixien la terra pam a pam; desapareixien com núvols..."
"Remexido era el rei de la serra, miquelista, sense amo, i mon pare estigué amb ell fins al final. Un dia el capturaren, i aquells assassins liberals li feren un consell de guerra i el condemnaren a mort..."
El 1981, António Monteiro Cardoso publicà el llibre A guerrilla do Remexido, que esdevingué una obra de referència, tant sobre el famós guerriller com sobre la història de la vila de Sâo Bartolomeu de Messines. En les dècades de 1990 i 2000, el grup teatral Penedo Grande, de Sâo Bartolomeu de Messines, escenificà peces sobre Remexido arreu de l'Algarve, incloent-hi la peça O processo do guerrilheiro.(5)
El 2017, el Grup d'Amics de Sâo Marcos da Serra, en col·laboració amb l'ajuntament de Silves i altres entitats, va organitzar la segona edició de l'esdeveniment Per dreceres de Remexido a Sâo Marcos da Serra i Sâo Bartolomeu de Messines.